# Lygosoma bampfyldei
Lygosoma bampfyldei là một loài thằn lằn trong họ Scincidae. Loài này được Bartlett mô tả khoa học đầu tiên năm 1895.